# 阿赫魯湖
阿赫魯湖是愛沙尼亞的湖泊，位於該國南部，由瓦爾加縣負責管轄，長2.6公里、寬1.85公里，面積2.34平方公里，海拔高度69.3米，平均水深3.4米，最大水深7.4米。
57°41.5′N 26°21′E / 57.6917°N 26.350°E